# 1.ª Divisão (Japão)
A 1ª Divisão foi uma divisão de infantaria do Império do Japão que serviu durante a Segunda Guerra Mundial. 1ª Divisão foi formada no dia 14 de maio de 1888 em Tóquio, sendo destruída em Leyte no mês de agosto de 1945.

## Comandantes
| Comandante                     | Data                                           |
| ------------------------------ | ---------------------------------------------- |
| General Misao Kawai            | 6 de agosto de 1917 - 6 de janeiro de 1921     |
| Lt. General Torajiro Nishikawa | 6 de janeiro de 1921 - 15 de agosto de 1922    |
| General Yoshinori Shirakawa    | 15 de agosto de 1922 - 20 de outubro de 1922   |
| Lt. General Masaomi Ishimitsu  | 20 de outubro de 1922 - 1 de maio de 1925      |
| Lt. General Kameji Wada        | 1 de maio de 1925 - 10 de agosto de 1928       |
| General Eitaro Hata            | 10 de agosto de 1928 - 1 de julho de 1929      |
| Lt. General Jinsaburo Masaki   | 1 de julho de 1929 - 1 de agosto de 1931       |
| Lt. General Hideyuki Hayashi   | 1 de agosto de 1931 - 18 de março de 1933      |
| Lt. General Ren Mori           | 18 de março de 1933 - 1 de agosto de 1934      |
| Lt. General Heisuke Yanagawa   | 1 de agosto de 1934 - 2 de dezembro de 1935    |
| Lt. General Jobu Hori          | 2 de dezembro de 1935 - 23 de março de 1936    |
| Lt. General Kyosuke Kawamura   | 23 de março de 1936 - 15 de julho de 1938      |
| General Noasaburo Okabe        | 15 de julho de 1938 - 12 de setembro de 1939   |
| Lt. General Isamu Yokoyama     | 12 de setembro de 1939 - 15 de outubro de 1941 |
| Lt. General Mitsuo Nakazawa    | 15 de outubro de 1941 - 1 de março de 1944     |
| Lt. General Gyotaro Hattori    | 1 de março de 1944 - 3 de agosto de 1944       |
| Lt. General Tadasu Kataoka     | 3 de agosto de 1944 - de agosto de 1945        |

## Subordinação
- Grupo de Exércitos Kwantung - de maio de 1936
- 4º Exército - 15 de julho de 1938
- Controle direto do QG Imperial - julho de 1944
- 14º Exército de Campo - setembro de 1944

## Ordem da Batalha
agosto de 1940
- 1. Grupo de Infantaria: desmobilizada 21 de fevereiro de 1944
- 1. Regimento de Infantaria
- 49. Regimento de Infantaria
- 57. Regimento de Infantaria
- 1. Regimento de Reconhecimento
- 1. Regimento de Artilharia de Campo
- 1. Regimento de Engenharia
- 1. Regimento de Transporte
- Unidade de comunicação